# Klemtu
Klemtu est un village portuaire amérindien situé sur l'île côtière de Swindle dans la province canadienne de Colombie-Britannique, au sud du district régional de Kitimat-Stikine. Sa population, de 217 habitants en 2021, vit principalement de la pêche, de la pisciculture du saumon et du conditionnement des produits qui en sont issus. Conséquence de l'insularité : l'alimentation électrique se fait grâce à une petite centrale hydroélectrique et l'accès n'est possible que par bateau ou hydravion. Le village est desservi par la ligne de traversier Port Hardy - Prince Rupert.  Le climat est hyper-océanique : frais avec de très fortes précipitations avec des écosystèmes dominés par la forêt pluviale.

## Histoire
Le nom de Klemtu vient de la langue tshimshian et décrit la baie où se trouve le village comme un cul-de-sac. Le village est historiquement aussi connu sous le nom de China Hat (chapeau chinois en français) en référence à la forme de l'île Cône qui lui fait face. Il peut aussi être appelé Kitasoo, du nom de l'une des bandes indiennes fondatrices.
Dans les années 1860, deux bandes autochtones fondent le village de Klemtu. Ce sont les bandes des Kitasoo originaires de l'archipel côtier et les Xai'xais originaires du continent. Les premiers parlent une langue du groupe tsimshianique et les seconds du groupe wakashan. Les habitants se font bucherons et ravitaillent en bois les vapeurs qui circulent sur le Passage Intérieur. Ces vapeurs utilisent le bois pour alimenter leurs chaudières. En 1900, la société Tom, Morris et Fraser fonde à Klemtu la conserverie de poisson Princess Royal. En 1902, elle est rachetée par BC Packers Association mais cesse ses activités dès 1903 et est démolie. En 1927, une nouvelle conserverie est bâtie par la société Klemtu Canning. La même année ouvre un bureau de poste. L'usine traite des poissons : flétans, saumons, harengs ainsi que des mollusques : palourdes et ormeaux. La conserverie ferme dès 1930 avec la Grande Dépression. En 1934, elle est reprise par J.H. Todd and Sons et fonctionne jusqu'en 1964. Cette année là, des conserves mal stérilisées de l'usine de Klemtu sont responsables d'intoxications alimentaires précipitant l'abandon de l'activité,,,.

## Géographie

### Situation
Klemtu est situé sur la côte est de l'île Swindle. Le passage de Klemtu est le chenal qui sépare le village de la petite île Cône. Ce passage donne sur le chenal Finlayson, une section du Passage Intérieur. Le village est installé sur une petite anse : la baie Trout au pied de montagnes qui culminent à plus de 800 m d'altitude à 3 km à l'ouest. Deux torrents se jettent dans la baie Trout : celui de Klemtu au nord et celui de Kitasoo au sud. Ce dernier sert d'exutoire au lac Kitasoo, lac niché dans un cirque montagneux à 80 m d'altitude à 500 m au sud-est du village .
La végétation naturelle est caractéristique de la zone côtière à Pruche de l'ouest (Coastal Western Hemlock zone) dans une variante qualifiée de très humide et hyper-maritime. Cette variante est commune à toutes les îles côtières et franges continentales de la Colombie-Britannique entre le nord de l'île de Vancouver et l'Alaska. Elle constitue la forêt pluviale du Great Bear.

### Climat
Le climat de Klemtu est tempéré hyper-océanique classé Cfb dans la classification de Köppen. Les températures restent douces toutes l'année. Les moyennes mensuelles y sont toujours positives et dépassent à peine 15 °C en été. Les précipitations atteignent des niveaux extrêmement élevés avec un cumul annuel dépassant les 5 m. Ces précipitations abondantes sont à mettre en relation avec la proximité de la pleine mer : 25 km et des montagnes de la chaîne Côtière. Toutefois la douceur du climat n'exclut ni des chutes de neige ni des épisodes de grands froids en hiver. Ces conditions climatiques sont celles de la station météorologique du phare de Boat Bluff située à 6 km au nord de Klemtu à la pointe sud-ouest de l'île Sarah, au niveau de la mer. Dans les montagnes dominant le village, le climat est plus rigoureux. 
| Mois                                  | jan.     | fév.       | mars     | avril     | mai       | juin      | jui.      | août     | sep.    | oct.      | nov.       | déc.      | année            |
| ------------------------------------- | -------- | ---------- | -------- | --------- | --------- | --------- | --------- | -------- | ------- | --------- | ---------- | --------- | ---------------- |
| Température minimale moyenne (°C)     | 1,2      | 1,2        | 2,2      | 3,9       | 6,6       | 9         | 10,8      | 11,1     | 9,4     | 6,4       | 2,9        | 1,4       | 5,5              |
| Température moyenne (°C)              | 3,6      | 3,9        | 5,3      | 7,4       | 10,4      | 12,9      | 14,7      | 15,1     | 12,8    | 9         | 5,2        | 3,6       | 8,7              |
| Température maximale moyenne (°C)     | 6        | 6,6        | 8,3      | 10,9      | 14,1      | 16,6      | 18,7      | 19       | 16,2    | 11,7      | 7,6        | 5,8       | 11,8             |
| Record de froid (°C) date du record   | −16 1989 | −17,5 1989 | −14 2003 | −1 2000   | −1 2003   | 4 1999    | 5,5 1979  | 6,5 1983 | 4 1983  | −7,6 1984 | −20,2 1985 | −14 1996  | −20,2 26/11/1985 |
| Record de chaleur (°C) date du record | 18 2003  | 17 1993    | 20 1994  | 25,5 1989 | 31,5 1983 | 33,5 2004 | 32,5 1990 | 33 1993  | 30 1989 | 21 1992   | 16,5 1979  | 15,5 2005 | 33,5 18/06/2004  |
| Précipitations (mm)                   | 601,9    | 428,5      | 428,4    | 389,1     | 257,7     | 226,2     | 179,8     | 231,4    | 366     | 631,8     | 677,8      | 628,1     | 5 046,8          |
| dont neige (cm)                       | 27,4     | 28,3       | 13,9     | 2,3       | 0         | 0         | 0         | 0        | 0       | 1,9       | 7,6        | 21,9      | 103,2            |
| Nombre de jours avec précipitations   | 23,3     | 19,6       | 22,9     | 21,4      | 19,7      | 17,8      | 16,7      | 17,4     | 19,4    | 24,7      | 24,9       | 24,9      | 252,6            |
| Nombre de jours avec neige            | 4        | 3,7        | 3,3      | 1         | 0,04      | 0         | 0         | 0        | 0       | 0,31      | 2          | 4,2       | 18,4             |

| Diagramme climatique                                  |             |             |              |              |            |               |             |            |              |             |             |
| J                                                     | F           | M           | A            | M            | J          | J             | A           | S          | O            | N           | D           |
| 61,2601,9                                             | 6,61,2428,5 | 8,32,2428,4 | 10,93,9389,1 | 14,16,6257,7 | 16,69226,2 | 18,710,8179,8 | 1911,1231,4 | 16,29,4366 | 11,76,4631,8 | 7,62,9677,8 | 5,81,4628,1 |
| Moyennes : • Temp. maxi et mini °C • Précipitation mm |             |             |              |              |            |               |             |            |              |             |             |

## Administration et services

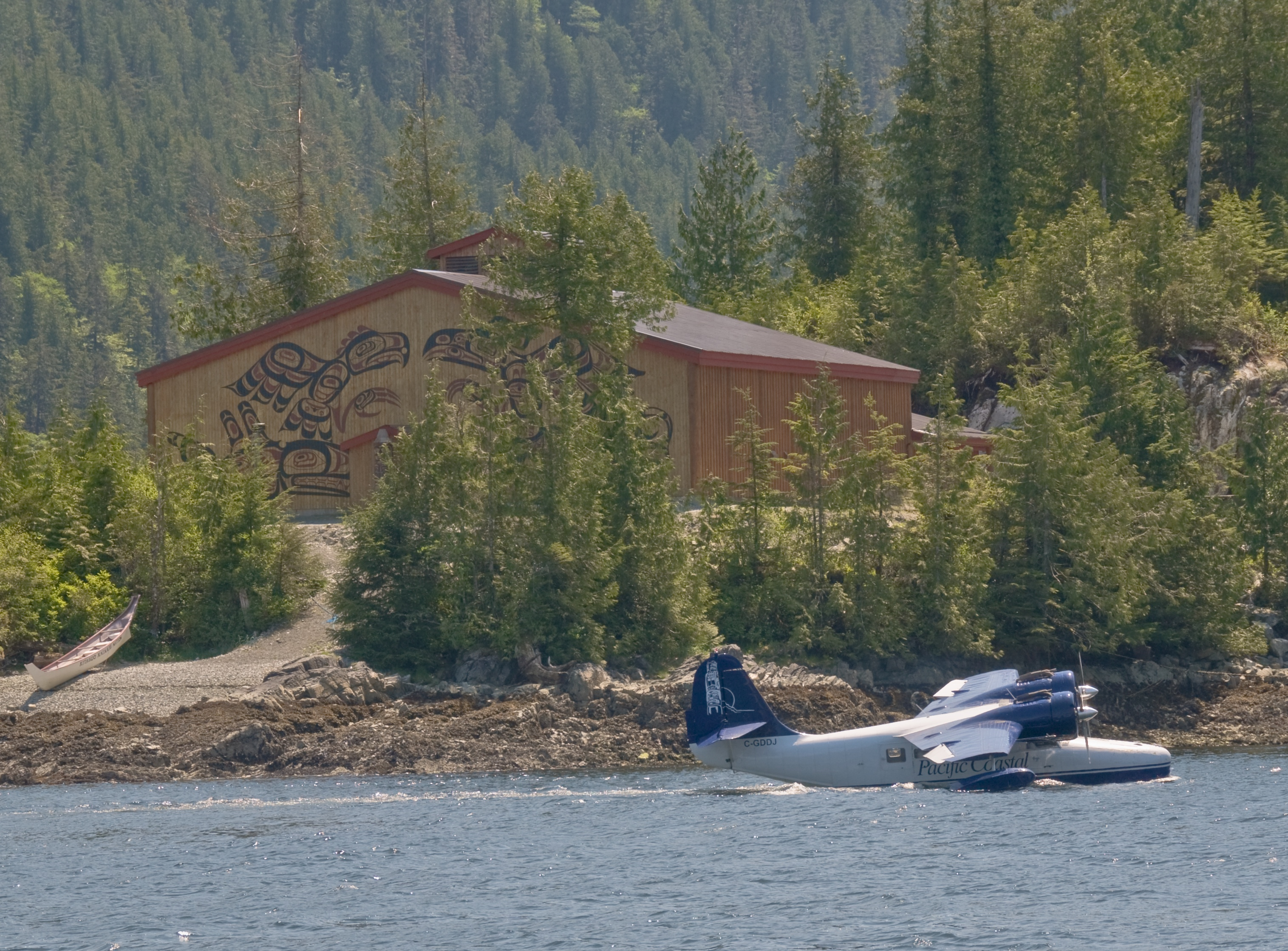
La maison longue de Klemtu.

Le territoire de Klemtu correspond à la réserve indienne de Kitasoo et s'étend sur 3,09 km2. Le village est géré par le conseil de la bande Kitasoo-Xai'xai, élu pour 2 ans, comprenant un chef et 6 conseillers.
Le village appartient au district régional de Kitimat-Stikine. Il est l'une des communautés constitutives de l'aire électorale C laquelle élit l'un des 12 directeurs du district régional et qui dispose d'une voix sur 26,.
Le village dispose d'une école communautaire couvrant les niveaux K à 12. Une maison longue traditionnelle sert de salle communautaire en particulier pour les fêtes tels les potlatchs.
Klemtu dépend du détachement de la gendarmerie royale du Canada de Prince-Rupert. Du point de vue judiciaire le village est desservi en itinérance par la cour provinciale de Vancouver,.

## Économie
L'économie de Klemtu est centrée sur la mer. La pêche en mer, l'aquaculture du saumon et le fumage de celui-ci représentent la plus importante activité du village. Le tourisme, avec un hôtel et des circuits de découverte de la vie sauvage, ainsi que la foresterie complètent l'économie. Le village dispose d'un bureau de poste, d'une supérette et d'une station de carburant pour bateaux.
Le village n'est pas relié au réseau électrique. L'électricité est produite localement grâce à une micro-centrale hydroélectrique datant de 1980 et des génératrices diesels en appoint. La centrale hydroélectrique est de type haute chute, avec une prise d'eau à 346 m d'altitude dans le lac Baron. L'eau est ensuite amenée par une conduite forcée jusqu'à la centrale située à 24 m d'altitude. L'eau y actionne une turbine de type Pelton. Entre 2019 et 2021 des travaux permettent d'augmenter la capacité de production de 0,6 à 1,7 MW grâce à une nouvelle turbine, l'ancienne étant conservée pour fonctionner pendant la maintenance de la turbine principale. Une nouvelle prise d'eau sur le lac est mise en place à 5 m sous le niveau du lac contre 2 m auparavant afin que la centrale reste fonctionnelle même en cas de sécheresse prolongée. De plus, une nouvelle conduite forcée de diamètre supérieur est assemblée pour augmenter l'alimentation en eau de la turbine permettant de la faire tourner à pleine capacité,. 

## Transports
Le port est desservi par les traversiers de la compagnie BC Ferries. Klemtu est l'une des deux étapes avec Bella-Bella sur la ligne du Passage Intérieur entre Prince Rupert et Port Hardy. Un nouveau terminal est en service, depuis 2011, à 2 km au nord du village. Il est desservi, dans chaque sens, une fois par semaine en été et une fois par quinzaine en hiver. L'aéroport le plus proche est à Bella-Bella avec des vols quotidiens depuis et vers Vancouver. Depuis Bella-Bella, le village est accessible, en outre, en bateau-taxi de la compagnie Kitasoo Xai'Xais Transportation, ou en hydravion-taxi de la compagnie Wilderness Seaplane,.

## Démographie
La bande de Kitasoo revendique 517 membres dont 319 résident à Klemtu. Au recensement de 2021 la population s'établit à 217 habitants. Sur les trente dernières années la population s'est établit d'abord autour de 300 habitants avant de connaître une baisse d'environ 30% entre 2011 et 2021 .
| 1991 | 1996 | 2001 | 2006 | 2011 | 2016 | 2021 |
| ---- | ---- | ---- | ---- | ---- | ---- | ---- |
| 313  | 311  | 295  | 282  | 322  | 292  | 217  |